# 아벨 키루이
아벨 키루이(영어: Abel Kirui, 1982년 4월 6일 ~ )는 케냐의 육상 선수이다. 그는 2009년과 2011년 세계 선수권 대회 마라톤에서 연달아 우승했다. 그는 2009년 세계 선수권 대회에서 2시간 6분 54초의 시간으로 우승했고, 그 다음에 28초의 우승 여유를 가지고 자신의 타이틀을 방어했다. 그는 2012년 올림픽 마라톤에서 은메달을 획득했다.

## 경력

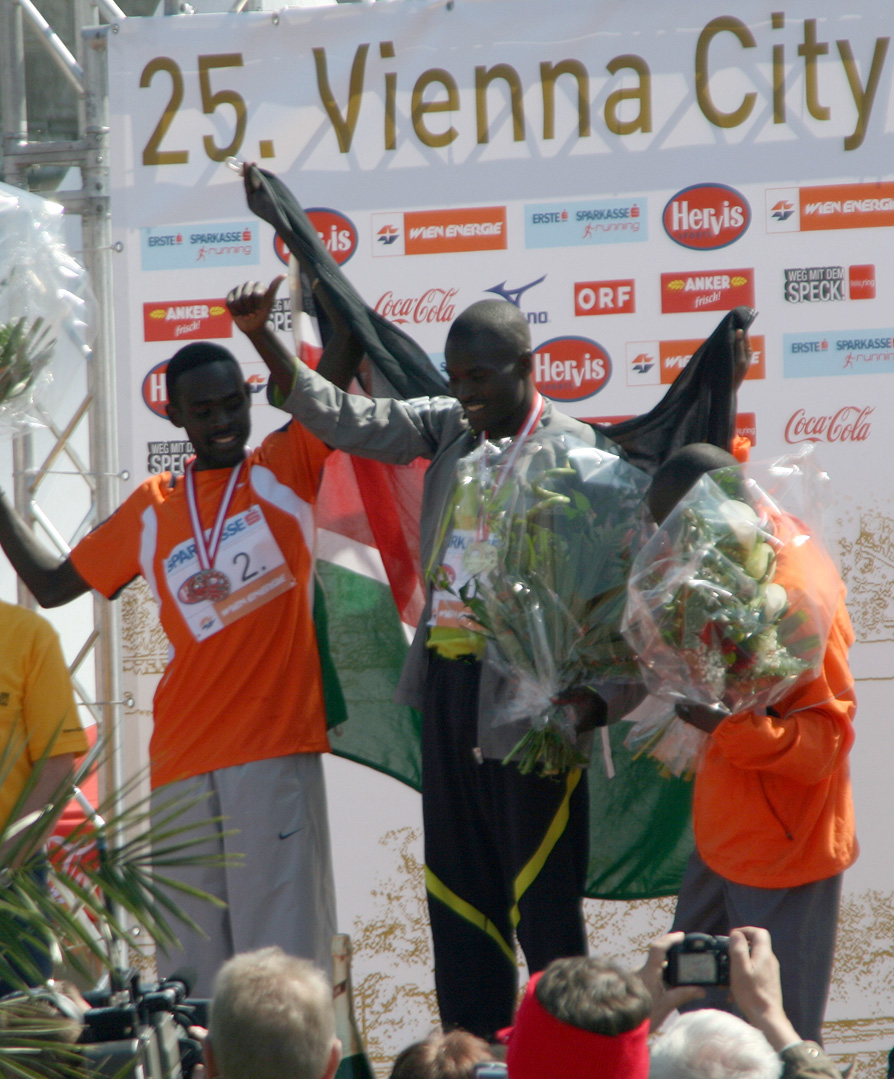

키루이는 사미투이 초등학교에 다니는 동안 달리기를 시작했다. 고등학교를 졸업한후, 실직한 키루이는 행정 경찰서 (AP)에 들어갔다. 키루이는 경주에서 우승했고 이어서 AP에 합류했다. 그는 페이스메이커로서 2006년 베를린 마라톤 대회에 출전했지만, 9위에 머물렀다.
그는 2008년 비엔나 마라톤 대회에서 2시간 7분 38초의 신기록을 세웠다.
그는 2009년 로테르담 마라톤 대회에서 2시간 5분 4초로 케냐의 동료 선수 던컨 키벳, 제임스 크왐바이 뒤에서 3위를 했다.
2009년 8월 22일에 그는 2009년 베를린 세계 육상 선수권 대회에서 2시간 6분 54초의 시간으로 은메달을 딴 그의 팀 동료 엠마누엘 무타이를 제치고 금메달을 획득했다.
2009년 세계 선수권 대회 이후, 키루이는 베를린 경주에서 표시했던 지배력을 보여주기 위해 많은 실패를 겪었다. 그는 2010년 런던 마라톤 대회에서 5위를 했고 2011년 런던 마라톤 대회 결승에 진출하지 못했다.
그는 2011년 세계 육상 선수권 대회에서 디펜딩 챔피언으로서 케냐 마라톤 대표팀에게 와일드카드 자리가 주어졌다. 키루이는 동료 선수 빈센트 키프루토와 에티오피아 선수 페이사 릴레사를 제치고 2시간 7분 38초의 시간으로 달렸다.
키루이는 카프사벳 마을의 동쪽에서 2km 떨어진 나이로비에 살고있다. 그는 스텔라 제멜리와 결혼했다.